# Vuelo 840 de TWA
El Vuelo 840 de Trans World Airlines fue un vuelo programado regularmente desde Los Ángeles a El Cairo a través de la ciudad de Nueva York, Roma y Atenas el 2 de abril de 1986. Aproximadamente 20 minutos antes de aterrizar en Atenas, se detonó una bomba en el avión mientras estaba sobre Argos, Grecia, abriendo un agujero en el costado de estribor del avión. Cuatro pasajeros murieron después de ser succionados, mientras que otros 7 resultaron heridos por metralla y escombros. El avión realizó un aterrizaje de emergencia exitoso sin más pérdidas de vidas.

## Aeronave
El Boeing 727-231 involucrado en el incidente fue entregado a TWA en 1974, con el registro N54340. Estaba equipado con 3 motores turbofan WJT8D-5 P&W.

## Vuelo
El vuelo se originó en Los Ángeles en un Boeing 747 y se transfirió a un Boeing 727 en Roma por el resto del vuelo. Después de despegar de Roma, Italia , el vuelo permaneció sin incidentes hasta unos 20 minutos antes de aterrizar en Atenas , cuando el avión estaba a unos 11,000 pies. Una bomba escondida debajo del asiento 10F durante una etapa anterior del vuelo detonó , abriendo un agujero en el lado de estribor del fuselaje en frente del ala. 
Cuatro pasajeros estadounidenses , incluido un bebé de ocho meses , fueron expulsados a través del agujero a sus muertes debajo. Las víctimas fueron identificadas como un hombre colombiano-estadounidense; y una mujer, su hija y su nieta infantil. Otros siete en el avión resultaron heridos por la metralla cuando la cabina sufrió una rápida descompresión. Sin embargo, como el avión estaba en medio de su aproximación a Atenas, la explosión no fue tan catastrófica como lo hubiera sido a mayor altitud. Los 110 pasajeros restantes sobrevivieron al incidente cuando el piloto Richard "Pete" Petersen realizó un aterrizaje de emergencia.

## Después del Accidente
Los cuerpos de tres de las cuatro víctimas fueron luego recuperados de una pista de aterrizaje de la Fuerza Aérea Griega no utilizada cerca de Argos; el cuarto fue encontrado en el mar. 
Un grupo que se autodenomina Células Revolucionarias Árabes se atribuyó la responsabilidad, diciendo que se había comprometido en represalia por el imperialismo estadounidense y los enfrentamientos con Libia en el Golfo de Sidra la semana anterior. 
El avión sufrió daños sustanciales, pero fue reparado y devuelto al servicio.

## Investigación
Los investigadores concluyeron que la bomba contenía una libra de explosivo plástico. Cuando la bomba fue colocada en el piso de la cabina, la explosión abrió un agujero hacia abajo, donde el fuselaje absorbió el mayor daño. Se sospecha que fue colocada debajo del asiento en un viaje anterior por una mujer libanesa (luego arrestada, nunca condenada) que trabajaba para la Organización Abu Nidal , que se dedicaba a la destrucción del estado de Israel.  Anteriormente habían secuestrado y bombardeado varios otros aviones, además de cometer varios ataques terroristas en partes de Oriente Medio.